# Воинский устав (1607)
«Устав ратных, пушечных и других дел, касающихся до воинской науки» — воинский устав Русского царства, подготовленный при царе Василии Шуйском в 1607 году. Рукопись была найдена в 1775 году и вскоре опубликована (том 1 — 1777, том 2 — 1781).
Пришедший к власти после разгрома царской армии сторонниками Лжедмитрия I новый царь Василий Шуйский видел свою приоритетную задачу в реформировании и модернизации ратного дела на Руси. В связи с развитием огнестрельного оружия произошло резкое изменение методов ведения войны. Именно теоретическое знание и умение использовать новые приёмы на практике могли во многом определить исход боя.
За теоретическую основу царь Шуйский взял трактат барона Леонгарда Фронспергера «Kriegsbuch»  («Военная книга»), который в 1560-1590-е годы выдержал несколько переизданий, и на который постоянно ссылались военные теоретики XVII столетия. Экземпляр книги 1573 года издания, скорее всего, привёз в Россию один из наёмников предшественника Шуйского на царском троне Лжедмитрия I.
По всей видимости, инициатива создания Воинского Устава принадлежала не только царю Василию, но и его родственнику, знаменитому полководцу Михаилу Скопину-Шуйскому.
Лета от создания миру 7114 (1606) великий государь, царь и великий князь Василей Иванович всеа Руси самодержец … указал воинскую немецкую книгу перевести на русский язык для ведома всеяких тамошних воиских чинов и урядств, понеже и в тамошних странах такие драгие хитрости и воинских обычиях учения мудрыми и искусным людьми изыскано и во всех мерах свидетельствовано.
Перевод по указанию царя Василия осуществили Юрьев и Фомин, которые закончили свой труд к 19 мая 1607 года, 1-й годовщине царствования Василия Шуйского.
Благочестивый великий государь…, Василий Иванович…, подносим к престолу милости Вашей сию книгу…, призри нас щедротами своими…, и воздадим хвалу Всевышнему Богу, за еже сподобил нас таковое великое дело по вашему царскому повелению совершити…
Воинская книга имела 221 главу («наук») по разным дисциплинам и представляла собой учебное пособие для артиллеристов. Книга была выжимкой преимущественно из второй части трактата Фронспергера. В ней перечислены рецепты приготовления огненных смесей, приведены правила прямого и «убойчивого» стреляния из орудий, описано свыше 50 рецептов приготовления пороха, некоторые из которых весьма оригинальны:
Возьми три фунта селитры, фунт с четвертью серы, полтора фунта уголья, и то смешати гораздо, вместе крути ево вином, уксусом, да двема свежими воды, да можешь крутити мужскою мочою, который вина много пьёт, чем моча старее, тем лутче, потом перепусти в скляницах.
Но царь Василий Иванович не удовлетворился одним переводом. Специалисту в области огнестрельного дела - артиллерийскому инженеру (пушкарских дел мастеру) Анисиму Михайлову-Радишевскому был дан указ переработать «Военную книгу». Работа была закончена только к 26 сентября 1620 года и насчитывала 663 статьи. Около 500 статей-указов посвящены пушкарскому делу. В начале Михайлов-Радишевский поместил артикулы об укомплектовании и организованном выступлении в поход («О обозех и полкохождении и о станех, и как обозы смыкати и в них шанцоватися»), о ведении боя, осады и обороны города, изготовлении и применении «огнестрельного наряда» — артиллерии. Остальные статьи, кроме всего прочего, расписывали должности, права и обязанности командного состава.
В конце 1640-х гг. вместо Устава 1607 года был введён новый устав, известный как «Учение и хитрость ратного строения пехотных людей».